# Ebeltofts 650 års jubilæum
Ebeltofts 650 års jubilæum er en dansk dokumentarisk optagelse fra 1951 med reportage af fejringen af byens jubilæum. 
Klip fra filmen indgår i ugerevyen Politikens filmjournal 099.

## Handling
Ebeltoft fejrer sit 650-års jubilæum under stor festivitas. Borgmestrene fra Århus og Grena overrækker smukke gaver. Børn med flag, civilforsvaret og folkedansere er mødt op på torvet for sammen med byens borgere at modtage Kong Frederik IX og Dronning Ingrid. Borgmester Jacob Hansen er dagens vært. Senere på dagen går det historiske optog gennem byen med Erik Menved og hans dronning - Karl Stegger er med i optoget som ridder, der læser købstadsbrevet op for folket. Molboerne er også med til festen! Dagen afsluttes med friluftsteater og festfyrærkeri.

## Medvirkende
- Kong Frederik IX
- Dronning Ingrid